# Bonnal
Bonnal ist eine französische Gemeinde mit 19 Einwohnern (Stand: 1. Januar 2022) im Département Doubs in der Region Bourgogne-Franche-Comté.

## Geographie
Bonnal liegt auf einer Höhe von 265 m über dem Meeresspiegel, drei Kilometer nördlich von Rougemont und etwa 31 km westlich der Stadt Montbéliard (Luftlinie). Das Dorf erstreckt sich am südlichen Ufer des Ognon nahe der Mündung des Ruisseau de l’Étang.
Die Fläche des 1,80 km² großen Gemeindegebiets umfasst einen Abschnitt des mittleren Ognontals. Die nördliche Grenze verläuft entlang dem Ognon, der hier mit mehreren Windungen durch eine breite Talebene fließt. Vom Flusslauf erstreckt sich das Gemeindeareal südwärts über die Alluvialebene und die Niederung des Ruisseau de l’Étang bis auf die angrenzende Hochterrasse, die teils bewaldet, teils mit Acker- und Wiesland bestanden ist. Mit 292 m wird im Waldgebiet des Bois de la Corne die höchste Erhebung von Bonnal erreicht.
Nachbargemeinden von Bonnal sind Chassey-lès-Montbozon und Pont-sur-l’Ognon im Norden, Rougemont im Osten und Süden sowie Tressandans im Westen.

## Geschichte
Das Gemeindegebiet von Bonnal war schon sehr früh besiedelt, was anhand der Funde eines prähistorischen Beils und eines Silex nachgewiesen werden konnte. Die Ortschaft wird im Jahr 1336 unter dem Namen Bona aula erwähnt. Im Lauf der Zeit wandelte sich die Schreibweise über Bonale (1394), Bonalle (1401), Bonaule (1448), Bonnaule (1547) und Bonnalle (1584) zu Bonnal (seit dem 18. Jahrhundert). Im Mittelalter stand Bonnal im Einflussbereich der Herrschaft Rougemont. Zusammen mit der Franche-Comté gelangte das Dorf mit dem Frieden von Nimwegen 1678 an Frankreich. Vom 16. bis zum 19. Jahrhundert waren hier Hochöfen und Schmiedewerke ansässig.

## Sehenswürdigkeiten
|  |

Die Kirche Saint-Paul wurde im Jahr 1740 in der Form eines lateinischen Kreuzes neu erbaut, und der Glockenturm erhielt 1886 seine heutige Gestalt. Ein Herrschaftssitz stammt aus dem 18. Jahrhundert.

## Bevölkerung
| Jahr                       | 1962 | 1968 | 1975 | 1982 | 1990 | 1999 | 2016 |
| Einwohner                  | 20   | 27   | 20   | 25   | 25   | 24   | 34   |
| Quellen: Cassini und INSEE |      |      |      |      |      |      |      |

Mit 19 Einwohnern (Stand 1. Januar 2022) gehört Bonnal zu den kleinsten Gemeinden des Département Doubs. Nachdem die Einwohnerzahl in der ersten Hälfte des 20. Jahrhunderts deutlich abgenommen hatte (1881 wurden noch 95 Personen gezählt), wurden seither nur noch geringe Schwankungen verzeichnet.

## Wirtschaft und Infrastruktur
Bonnal war bis weit ins 20. Jahrhundert hinein ein vorwiegend durch die Landwirtschaft (Ackerbau, Obstbau und Viehzucht) und die Forstwirtschaft geprägtes Dorf. Noch heute leben die Bewohner zur Hauptsache von der Tätigkeit im ersten Sektor. Außerhalb des primären Sektors gibt es nur wenige Arbeitsplätze im Dorf. Einige Erwerbstätige sind auch Wegpendler, die in den umliegenden größeren Ortschaften ihrer Arbeit nachgehen. Nördlich des Ortes befinden sich ein Freizeitpark mit Wassersportmöglichkeiten und ein Campingplatz.
Der Ort liegt abseits der größeren Durchgangsstraßen an einer Departementsstraße, die von Rougemont nach Esprels führt. Eine weitere Straßenverbindung besteht mit Pont-sur-l’Ognon.